# Cinema da transgressão
O cinema da transgressão é um termo usado pelo cineasta estadunidense Nick Zedd para descrever o seu legado e o de outros cineastas underground. Em 2000, a British Film Institute apresentou uma retrospectiva das obras do movimento, destacando a contribuição daqueles que participaram da criação desses filmes.